# James D. McGee
James David McGee (* 1949 Chicago, Illinois) je diplomat Spojených států amerických. Toto povolání vykonával ve Svazijsku, Madagaskaru a Komorách a od 6. listopadu 2007 působí jako velvyslanec v Zimbabwe.

## Původ, studia a služba v letectvu
McGee se narodil v Chicagu ve státě Illinois. Poté, co dostudoval na Indiana University, bojoval ve vietnamské válce v letech 1968 až 1974. Během služby v U.S. Air Force získal třikrát vyznamenání Distinguished Flying Cross. McGee se naučil vietnamštinu na Defence Language Institute v Monterey v Kalifornii. Jeho manželkou je Shirley Jean French McGee.

## Diplomatická služba
McGee sloužil jako třetí sekretář a vicekonzul na ambasádě v Lagosu v Nigérii v letech 1982 až 1984. Také sloužil jako administrativní tajemník na konzulátu v Láhauru (Pákistán) od roku 1984 do roku 1986. Nadále byl druhým sekretářem na ambasádě v Haagu (Nizozemsko) od roku 1986 do roku 1989. Poté sloužil jako administrativní tajemník na konzulátu v Bombaji (Indie) od roku 1989 do roku 1991. Také sloužil v Bridgetownu na Barbadosu od roku 1992 do roku 1995 a v Kingstownu na Jamajce (1995 až 1998). V Abidžanu na Pobřeží slonoviny byl od roku 1998 do 2001.